# Eduardo Castro Luque
Eduardo Enrique Castro Luque (12 de diciembre de 1963 - 14 de septiembre de 2012) fue un político mexicano, diputado electo de Ciudad Obregón, Sonora, y miembro del Partido Revolucionario Institucional (PRI).
Nacido y criado en Ciudad Obregón, Castro Luque se postuló para el cargo en su municipio y fue elegido como legislador estatal de Sonora en la Cámara de Diputados de México el 1 de julio de 2012. Antes de postularse para un cargo, había servido como el director de marketing del equipo de béisbol Yaquis de Obregón en su ciudad natal y trabajó en su agencia de publicidad privada. Sin embargo, fue asesinado a tiros el 14 de septiembre de 2012 frente a su casa por un pistolero no identificado, sólo dos días antes de unirse a la oficina. Fue declarado muerto más tarde en un hospital local.

## Vida personal
Eduardo Enrique Castro Luque nació el 12 de diciembre de 1963 en la ciudad mexicana norteña de Ciudad Obregón, Sonora. Estaba casado con Rossana Coboj y tenía un niño llamado Eduardo. Él llevó a cabo una licenciatura en Administración de Empresas por el Instituto Tecnológico de Sonora.
El político de 48 años de edad, nunca había tenido un cargo político antes de ser electo el 1 de julio de 2012.
Antes de postularse para un cargo, Castro Luque era dueño de una agencia de publicidad y fue el director de marketing del equipo de béisbol Yaquis de Obregón en su ciudad natal.

## Asesinato
Los informes iniciales declararon que el 14 de septiembre de 2012 alrededor de las 20:55 hora local, Castro Luque regresaba a su casa en el barrio de Chapultepec, en Ciudad Obregón, Sonora. Sin darse cuenta del agresor, el diputado electo bajó de su coche y dio algunos pasos hacia la entrada de la casa cuando un desconocido le disparó nueve veces, llegando a los órganos vitales. Sin embargo, según la investigación de la Oficina del Fiscal General en Sonora (PJGE), el pistolero fingió un mal funcionamiento de su motocicleta cuando Castro Luque regresaba de una reunión celebrada en Hermosillo antes de su instalación como diputado estatal. El asesino le preguntó a Castro Luque por una herramienta de soporte, y cuando caminaba hacia su casa para conseguirla, el pistolero le disparó a quemarropa. Una vez que se había materializado el ataque, el asesino huyó del lugar en una motocicleta. Castro Luque fue llevado a un hospital local por su esposa y su hijo pequeño mientras estaba con vida, pero fue declarado muerto una hora después. Estaba programado para tomar posesión del cargo como un legislador estatal de Sonora en tan sólo dos días.
La Policía Municipal de Cajeme, Sonora informó que la puerta de la casa frente a Castro Luque había sido forzada y que algunas personas habían robado su computadora portátil, un día antes del asesinato. En la escena, la policía mexicana encontró seis casquillos de bala .45 milímetros, así como seis ojivas del mismo calibre, que ayudará a la Oficina del Fiscal General en Sonora (PGJE) como evidencia para la investigación.
Las Procuraduría General del Estado señaló a Manuel Alberto Fernández Félix como autor intelectual del asesinato. Fernández Félix era candidato por PRI para diputado local suplente por el 17 distrito de Cajeme. El fiscal estatal Carlos Navarro Sugich, dijo que Fernández Félix contrató a cuatro sujetos para llevar a cabo el crimen, cuyo móvil fue quedarse con la diputación local y así "ayudar a algunos amigos".